# 心智模型
心智模型是對某人關於某事在現實世界中如何運作的思考過程的解釋。它是周圍世界、其各個部分之間的關係以及一個人對自己的行為及其後果的直覺感知的表示。心智模型可以幫助塑造行為並設置解決問題的方法（類似於個人算法）和執行任務。
心智模型是一種外部現實的內部符號或表示，假設在認知、推理和決策中起主要作用。肯尼斯·克雷克 (Kenneth Craik) 在 1943 年提出，大腦構建了現實的“小規模模型”，用於預測事件。
1971年，Jay Wright Forrester 將一般心智模型定義為：
我們腦海中的世界形像只是一個模型。在他的頭腦中，沒有人想像整個世界、政府或國家。他只選擇了概念和它們之間的關係，並用它們來表示真實的系統。
在心理學中，術語“心智模型”有時用於泛指心智表徵或心智模擬。在其他時候，它被用來指心理模型和推理（英語：Mental models and reasoning）以及由 Philip Johnson-Laird 和 Ruth M.J. Byrne 開發的推理心理模型理論。

## 研究學習心智模型
- Ruth Byrne
- Dedre Gentner
- Philip Johnson-Laird
- Stephen J. Payne, Internet Archive version
- Walter Kintsch
- Teun A. van Dijk （页面存档备份，存于）

## 其它
- 認知心理學
- Cognitive map
- 教育心理學
- abstract model
- Neuro-Linguistic Programming
- Knowledge representation

## 外部連結
- The Interaction-Design.org Encyclopedia entry on Mental Models and HCI/Interaction Design
- Mental Models and Usability
- Mental Models and Reasoning Laboratory （页面存档备份，存于）